# Природные пожары в Торрес-дель-Пайне
Природные пожары в Торрес-дель-Пайне 2011—2012 гг. — пожары, которые разразились во вторник 27 декабря 2011 года в национальном парке Торрес-дель-Пайне, расположенном на юге Чили, в Патагонии, и охватившие 11 тыс. га (на 31.12.2011) лесов, кустарников и пампасов. Возгорание произошло в местности к северу от озера Грей и охватило не менее двух гектаров местности. Национальный парк ежегодно посещают свыше 120 000 туристов. На момент пожара из парка были эвакуированы около 400 туристов.
Причиной пожара, по словам местного прокурора Хуана Мелендеса, стала неосторожность гражданина Израиля 23-летнего Ротема Зингера, уроженца города Нес-Циона, который разжёг костёр в месте, в котором это делать было запрещёно. Пламя от костра перекинулось на ближайшие кустарники из-за довольно сильных ветров, дующих в этих местах.